# Getürkt
Getürkt ist ein Kurzfilm von Fatih Akin aus dem Jahr 1996, in dem der Regisseur auch die Hauptrolle spielt. Es ist der zweite Spielfilm des Hamburgers und entstand ein Jahr vor seinem ersten Langfilm Kurz und schmerzlos (1998), mit dem ihm der endgültige Durchbruch als Filmemacher gelang.
Gefördert wurde der später prämierte Film von der FilmFörderung Hamburg GmbH und der FFA.

## Inhalt
Der Film erzählt den Urlaub des Deutschtürken Musa (Fatih Akin) bei seiner Mutter im Ferienhaus am Schwarzen Meer. Tagsüber wird im Garten Unkraut gezupft, bevor abends dann großes Ausgehen angesagt ist. Musas einziges Problem ist, dass gerade der beste Club der Stadt ihn ohne weibliche Begleitung nicht einlassen will. Da kommt ihm der Berliner Türke İlami (Mehmet Kurtuluş), ein wahrer Bilderbuchgangster, zu Hilfe. Dem ist allerdings sein „Dope“ ausgegangen und in der türkischen Kleinstadt ist auch nirgends Neues zu besorgen. Dass Musa nun ausgerechnet mit seinen Cannabisvorräten prahlen muss, wird ihm zum Verhängnis.

## Kritik
„In fast allen Belangen wird Getürkt zu einem auf 11 Minuten komprimierten, ironischen Gangster-Buddy-Film, der seine Vorbilder von Coppola bis Tarantino sehr deutlich ausstellt, ohne sich an sie zu verlieren.“

## Randbemerkungen
Für die Rolle Ali Ekbar besetzte Akin kurzfristig seinen Bruder Cem, nachdem der ursprünglich gecastete Schauspieler wegen der Taufe seines Patenkindes verhindert war.

## Auszeichnungen
Beim „Tag des deutschen Kurzfilms“ gewann Getürkt 1998 den Friedrich-Wilhelm-Murnau-Preis.